# Kitler
Kitler é uma raça de cão de guarda e companhia brasileira, segundo estimativas, será extinta em no máximo 10 anos, porque somente há conhecimento de um único remanescente da raça.

## História
Em 1989, a médica veterinária e criadora de cães Monique Ribeiro possuía uma cadela chamada Quita, esta era oriunda da mistura de um cão boxer e de uma cadela mestiça de setter irlandês com pastor alemão, era considerada por Monique Ribeiro e seu marido Giovanni Barsanti como uma verdadeira babá de seu filho, devido a cadela sempre procurar protegê-lo e por se movimentar de maneira cuidadosa quando estava próxima a criança. Monique costumava praticar hipismo em um clube na cidade do Rio de Janeiro, e nestas ocasiões sempre levava seus cães, após a atividade, permitia que seus cães brincassem nos obstáculos, e Quita sempre se destacava entre os cães.
Desejando dar continuidade a estas excelentes características, mas sem no entanto querer criar uma nova raça, resolveu acasalar Quita, e escolheu um Rottweiler de nome Athos, que possuía, e o resultado foi uma ninhada homogênea, e todos que adotaram os filhotes, ficaram muito satisfeitos e indicavam os cães a seus amigos, devido a grande procura por estes cães, Monique e seu marido resolveram acasalar Athos com uma cadela meia-irmã de Quita, que era filha do mesmo boxer padreador de quita com uma cadela mestiça de pastor alemão com weimaraner, mais uma vez a ninhada era homogênea, excelente na guarda, esportes e eram muito cuidadosos com crianças. Então um criador de dobermans (raça que também foi criada para guarda) percebendo as grandes qualidades destes cães, incentivou Monique e Giovanni a trabalhar em prol do desenvolvimento desta nova raça.
Então começaram a desenvolver a raça realizando sempre testes de índole em todos os cães utilizados, e sempre acasalando cães focando aptidão para guarda e um companheiro equilibrado e dócil com crianças, começaram acasalando os exemplares entre si, e incluíram mais um rottweiler para diminuir a consanguinidade, e com o tempo outros rottweilers também foram incluídos.
O processo de desenvolvimento e futuro reconhecimento do kitler pela CBKC, foi interrompido pelo casal em 2000 devido a dificuldades orçamentárias, mas alguns criadores continuaram de maneira mais timida o trabalho de desenvolvimento da raça com cães remanescentes.

## Aparência
Cão com musculatura bem definida, porte médio e corpo retangular, as orelhas são pendentes e dobradas, os olhos são de cor castanha, assim como a pelagem, que também pode ter capa preta, podem ou não ter máscara negra, pequenas manchas brancas no peito e nas patas também são permitidas, a pelagem é curta e a mordedura em tesoura, a cauda pode ser amputada.

## Temperamento
Cão extremamente devotado a família e bastante decidido na guarda, é notável o cuidado e carinho que possuem por crianças, por seu porte atlético, extrema inteligência e submissão ao dono, se destacam no agility. Não demontram agressividade gratuitamente a outros cães e animais